# Doryphoribius quadrituberculatus
Espèce
Doryphoribius quadrituberculatus est une espèce de tardigrades de la famille des Isohypsibiidae.

## Distribution
Cette espèce est endémique du Costa Rica.

## Description
L'holotype mesure 403,8 µm.

## Publication originale
- Kaczmarek & Michalczyk, 2004 : First record of the genus Doryphoribius Pilato, 1969 from Costa Rica (central America) and description of a new species Doryphoribius quadrituberculatus (Tardigrada: Hypsibiidae). Genus (Wroclaw), vol. 15, no 3, p. 447-453 (texte intégral).